# Aleuroplatus subrotundus
Aleuroplatus subrotundus là một loài côn trùng cánh nửa trong họ Aleyrodidae, phân họ Aleyrodinae.
Aleuroplatus subrotundus được Takahashi miêu tả khoa học đầu tiên năm 1938.